# Fox lent
El slow, fox lent o foxtrot és una dansa suau i progressiva caracteritzada per moviments llargs i continus que flueixen per la pista de ball. Es balla amb música de big band (generalment vocal). És també una modalitat de ball de saló que a les competicions entra dins de la categoria dels estàndards. Es pot descriure com un foxtrot molt lent que es balla amb passos curts, sense gaires desplaçaments i amb un ritme anapèstic com a base. Desenvolupat a la dècada de 1910, el foxtrot va assolir el seu punt àlgid de popularitat a la dècada de 1930 i encara es practica actualment.

## Ritmes de fox
- Segons l'Escola Internacional, el foxtrot és un fox lent, de menys de 30 c/m.
- L'Escola Internacional anomena social fox al fox a velocitat mitjana, que en català pren els mots anglesos fox medium o rhythm i que a Europa es coneix també com a foxtrot social o, si no presenta ambiguació, per a acurtar, també simplement foxtrot. El seu tempo mitjà és de 35 a 45 c/m.
- L'Escola Internacional anomena quickstep al fox ràpid d'entre 45 i 55 c/m.

## Història

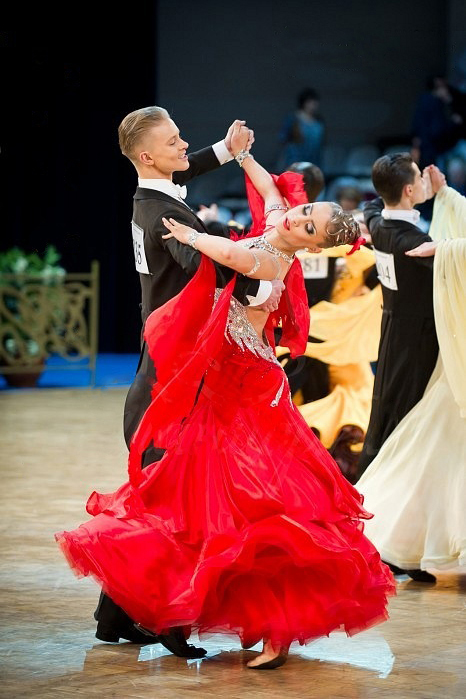
Versió esportiva de foxtrot

Es va estrenar l'any 1914, i ràpidament va cridar l'atenció del duo Vernon i Irene Castle, que van donar a la dansa la seva gràcia i estil característics. L'origen del nom de la dansa no és clar, encara que una teoria és que va prendre el seu nom del seu popularitzador, l'artista de vodevil Harry Fox. Dues fonts, Vernon Castle i la professora de dansa Betty Lee, atribueixen als ballarins afroamericans ser la font del foxtrot. Castle va veure la dansa, que "havia estat ballades per negres, segons el seu coneixement personal, durant quinze anys, [en] un club de negres exclusiu".
William Christopher Handy ("Pare del Blues") assenyala a la seva autobiografia que el seu "The Memphis Blues" va ser la inspiració per al foxtrot. Durant les pauses dels trepidants Castle Walk i One-step, el director musical de Vernon i Irene Castle, James Reese Europe, tocava lentament "The Memphis Blues". Els Castles estaven intrigats pel ritme, i en Jim va preguntar per què no van crear un ball lent per acompanyar-lo. Els Castells van presentar el que llavors van anomenar "l'abraçada del conill" en un article de revista. Poc després, van marxar a l'estranger i, a mig oceà, van enviar una nota a la revista per canviar el nom del ball de "Bunny Hug" a "Foxtrot". Posteriorment va ser estandarditzat per Arthur Murray, en la versió del qual va començar a imitar les posicions del tango.
El quick foxtrot és una modalitat de fox que va néixer a Londres el 1925, procedent de Nova York, i que està molt emparentada amb el xarleston. El quickstep és un ball ràpid d'origen anglès derivat del foxtrot, que comprèn passos de puntes i salts propis del xarleston i del claqué. De la fusió del foxtrot amb la rumba sorgeix la rumba lenta, un tipus de rumba de ritme lent i arranjaments musicals propers als del fox.
En els seus inicis, el foxtrot es va ballar originalment al ragtime. Des de finals de la dècada de 1910 fins a la dècada de 1940, el foxtrot va ser el ball ràpid més popular. El vals i el tango, tot i ser populars, mai el van superar. Fins i tot la popularitat del Lindy hop a la dècada de 1940 no va afectar la popularitat del foxtrot, ja que es podia ballar amb els mateixos discos que acompanyaven el Lindy hop.
Quan el rock and roll va sorgir per primera vegada a principis de la dècada de 1950, les companyies discogràfiques no estaven segures de quin estil de ball seria més aplicable a la música. En particular, Decca Records va etiquetar inicialment els seus llançaments de rock and roll com "foxtrots", sobretot "Rock Around the Clock" de Bill Haley & His Comets. Com que aquesta gravació, segons algunes estimacions, va arribar a vendre més de 25 milions de còpies, "Rock Around the Clock" es podria considerar el "foxtrot" més venut de tots els temps. A principis del segle XXI, el ball s'acostuma a acompanyar de la mateixa música de big band a la qual també es balla el swing.
Amb el temps, el foxtrot es va dividir en versions lentes i ràpides, anomenades "foxtrot" i "quickstep" respectivament. A la categoria lenta, hi ha més distincions entre l'estil internacional o anglès del foxtrot i l'estil de continuïtat americà, tots dos construïts al voltant d'un ritme lent-ràpid-ràpid al tempo més lent, i l'estil social-americà que utilitza un ritme lent-lent-ràpid a un ritme una mica més ràpid. En el context de la categoria International Standard de balls de saló, durant algun temps el foxtrot es va anomenar "Slow Foxtrot", o "Slowfox". Aquests noms encara estan en ús, per distingir-los d'altres tipus de foxtrots.

## Estils
Tres estils diferents de foxtrot lent són d'ús comú entre els ballarins de ball de principis del segle XXI, l'estil social americà (American Social Foxtrot), l'estil de continuïtat americà (American Continuity Style) i l'estil internacional o britànic (International Style). Tots tres són balls de parella en què els ballarins avancen per la pista de ball en sentit contrari a les agulles del rellotge i es ballen amb la mateixa música. Tanmateix, difereixen significativament en tècnica, posicions i figures.

### Americà social
Va ser, i fins a cert punt encara és, àmpliament emprat als Estats Units com a ball social i de festa. És especialment adequat per ballar en una sala plena de gent, per companys que es coneixen bé o no, i que poden haver tingut o no molta formació formal en dansa. La seva característica definitòria és que els ballarins tanquen els peus al final de gairebé totes les figures, en lloc de passar els peus com en els altres dos estils. Com a resultat, els ballarins progressen bastant lentament per la sala, i fins i tot es poden ballar algunes figures al seu lloc. A més, gairebé totes les figures comencen pràcticament en la mateixa posició, amb els dos socis enfrontats directament en posició tancada i l'home començant amb el peu esquerre.
El contacte corporal és innecessari i generalment no s'espera; totes les figures poden ser conduïdes a través dels braços. Per tant, s'evita la possible incomoditat social del contacte corporal entre parelles que no es coneixen bé. Com que l'estil social americà és l'únic estil permès a la competició de dansa d'estil americà de nivell de bronze (principiant), aquest estil també es coneix com a "Foxtrot de bronze americà".

### Americà de continuïtat
S'utilitza àmpliament als Estats Units com a dansa competitiva i com a base per a la dansa de formació i les arts escèniques. És l'estil que es veu generalment a les produccions de teatre musical nord-americà i al cinema. Es diferencia de l'estil social en què els ballarins passen els peus al final de cada figura, en lloc de tancar-los. En conseqüència, els ballarins progressen molt més ràpidament per la sala, d'una manera suau i contínua que dona nom a l'estil. Es diferencia de l'estil internacional perquè el contacte corporal és opcional. Això permet als companys de ball assumir una varietat de posicions molt més àmplia i, per tant, executar molts tipus de figures que no són possibles en l'Estil Internacional. Com que s'espera l'estil de continuïtat americà a les competicions de dansa d'estil americà de nivell de plata i més, aquest estil de vegades també es coneix com "American Silver Foxtrot".

### Internacional
S'utilitza àmpliament a Europa i Gran Bretanya com a dansa social i competitiva. La seva característica definitòria és que les parelles han de mantenir el contacte corporal en tot moment. En conseqüència, la varietat de figures i posicions possibles és molt més limitada que a l'estil americà. Els ballarins es concentren a crear una imatge d'un moviment suau i lliscant al voltant de la pista de ball. L'ús del contacte corporal permet executar girs molt ajustats, que es veu millorat encara més per l'ús extensiu de girs de taló. Aquest ús de girs de taló i l'esforç necessari per produir el moviment de planeig desitjat, donen a International Style Foxtrot la reputació de ser potser el més difícil de tots els balls de saló en ser ben executats.

## Competició
L'International Foxtrot és un dels cinc balls estàndard que formen la columna vertebral de les competicions de dansa d'estil internacional celebrades arreu del món sota els auspicis de la Federació Internacional de Dansa Esportiva, les seves filials locals i altres organitzacions. Les competicions se celebren generalment en sis nivells de dificultat successius: Bronze (inici), Plata (intermedi), Or (avançat), Novells, Precampionat i Campionat. Els nivells Bronze, Plata i Or són nivells del pla d'estudis: és a dir, per a cada nivell hi ha un pla d'estudis prescrit de figures entre les quals s'espera que el competidor triï. Els nivells de novell, precampionat i campionat són nivells oberts en què es permet i fins i tot es fomenta coreografies originals i noves. Els plans d'estudis de dansa competitius estan definits i estretament controlats per la Societat Imperial de Professors de Dansa.
Així mateix, l'American Foxtrot és un dels quatre balls Modern Smooth que formen la columna vertebral de les competicions de American Style Dance celebrades als Estats Units sota els auspicis del National Dance Council of America i USA Dance, i en alguns altres països. Les competicions se celebren de nou en sis nivells de dificultat successius: Bronze (inici), Plata (intermedi), Or (avançat), Novells, Precampionat i Campionat. Els nivells Bronze, Plata i Or són nivells restringits en què el conjunt de figures permeses està restringit per regles, molt semblants però no idèntiques, publicades per l'organització patrocinadora. Els nivells de novell, precampionat i campionat són nivells oberts en què es permet i fins i tot es fomenta coreografies originals i noves. Al nivell Bronze, només es permet l'estil social americà; això s'aplica per normes que obliguen a tancar els peus al final de cada figura. Es pot utilitzar l'estil de continuïtat o l'estil de continuïtat al nivell Plata i superior, però generalment s'espera l'estil de continuïtat. Hi ha múltiples plans d'estudis alternatius i competitius publicats per diverses organitzacions, que són compatibles en diferents graus amb les regles competitives.